# 丘愿
丘愿（?—?），恒州代郡鼓城县广义乡孝让里人，宇文泰的妹夫，南北朝北周驸马。
丘愿娶宇文泰的三妹安德公主。丘愿曾祖丘邈，官至骠骑大将军、开府仪同三司、营丘郡开国公。祖父丘双轨，使持节、骠骑大将军、司徒、青兖二州刺史、范阳文昭公。祖母太原王氏。父亲丘提，使持节、卫将军、驸马、都督河交二州刺史、灵寿县开国公。母亲清廉郡长公主，孝文帝第二女。丘愿官至使持节、大都督、徐州诸军事、徐州刺史、平阳县开国公，食邑四千户。西魏被北周取代，赠使持节、大将军、广化郡开国公，食邑一千户。夫人赠安德郡长公主。其子丘宾、丘崇。